# The Matrix: Path of Neo
The Matrix: Path of Neo è un videogioco d'azione sviluppato da Shiny Entertainment e distribuito da Atari, che mostra la trama della trilogia cinematografica di Matrix vissuta dal punto di vista di Neo.

## Trama
La trama riprende fedelmente il filo narrativo della trilogia, con alcune licenze studiate personalmente dai due registi, (Andy Wachowski e Larry Wachowski). Ad esempio, il finale è stato modificato per dare senso alla rigiocabilità del gioco dopo averlo terminato.

Il gioco inizia con la scelta tra pillola rossa (si svela l'enigma di Matrix, con conseguente inizio alla "carriera" di Neo nel Mondo Reale) o pillola blu (cancellazione di alcuni ricordi sulla "non-realtà" di Matrix). Dopo questa scelta, Neo farà un sogno sulle sue possibilità di Eletto. Quindi, il gioco inizierà da dove inizia il film, ovvero negli uffici dove lavora Neo. In questo caso, è possibile scegliere due strade (farsi catturare, con la trama che prosegue con l'interrogratorio da parte di Smith, o raggiungere Trinity e fuggire con lei in moto). Per rendere più emozionante il gioco ed insegnare al giocatore i comandi base, l'addestramento di Neo (che nel film dura ore ma è sintetizzato in pochi secondi, con Neo semiaddormentato) viene vissuto in prima persona. Dopo questo tutorial, si ripercorrerà tutta la trama del film fino al raggiungimento (non mostrato)  della città delle macchine, con battaglia finale di Neo contro l'esercito di Smith ed un nuovo finale completamente riscritto.

## Struttura del gioco
The Matrix: Path of Neo è un videogioco d'azione in 3D con visuale solitamente alle spalle; le mosse a disposizione del giocatore sono tantissime (più di 500) e vengono sbloccate via via procedendo nel gioco. Neo impara così a correre sui muri, schivare le pallottole e poi fermare i proiettili a mezz'aria, compiere salti altissimi e vedere il codice di Matrix (utile per distinguere persone ed oggetti utili anche dietro ad ostacoli). Benché i percorsi da seguire siano obbligati, la libertà d'azione è vasta: è possibile staccare pali dal terreno ed usarli come armi - questo permette di ricreare la famosa scena del combattimento con centinaia di Agenti Smith di Matrix Reloaded -, sono presenti diversi tipi di nemici (polizia, SWAT, soldati ed agenti). 

Sono presenti numerosi segmenti "in più" rispetto ai film (come le missioni di protezione di "pillole rosse", persone adatte a poter essere scollegate da Matrix e risvegliate nel mondo reale, ambientate nell'intervallo fra il primo ed il secondo film e il salvataggio di tutti i capitani di Zion dagli Agenti e la SWAT dopo il colloquio tenutosi all'inizio del secondo film) ed in certi momenti è possibile decidere in quale ordine eseguire alcune missioni. 

Il gioco punta chiaramente sulla spettacolarità: è evidente durante le combo, alcune delle quali permettono anche di colpire più avversari, che offrono momenti particolarmente rallentati, specialmente all'ultimo pugno - alcune combo finiscono con un uppercut con salto (in pratica uno shoryuken) o con un potente destro sulla bocca come in Matrix Revolutions - che il giocatore può apprezzare pienamente spostando l'inquadratura della "telecamera" a suo piacimento. 

Una volta completato il gioco diventa possibile sbloccare i trucchi e i contenuti extra presenti.

### Differenze conEnter the Matrix
Rispetto al gioco precedente, Enter The Matrix, la grafica è molto migliorata. Questo, però, insieme al rilascio multipiattaforma (che induce spesso una minore ottimizzazione del codice), ha portato alla presenza di frequenti e pesanti rallentamenti - abbassamento dei fotogrammi al secondo - in presenza di svariati avversari (situazione che in questo gioco accade molto spesso), almeno nella versione per PlayStation 2.
L'avere Neo (l'Eletto) come protagonista permette più abilità speciali rispetto a Niobe e Ghost, che potevano comunque utilizzare il "focus" (noto anche come "bullet time"), cioè la "concentrazione", per avere la sensazione di rallentare il tempo e combattere più efficacemente oltre i normali limiti degli esseri umani, ma non potevano arrivare ai livelli di Neo, in grado perfino di fermare le pallottole. Quando Niobe e Ghost incontravano un agente l'unica cosa fattibile era cercare di buttarlo a terra per poter scappare, o farlo cadere da lunghe altezze per ucciderlo e all'occorrenza usare gli esplosivi o folgorarlo, mentre nel corso dell'avventura Neo diventa in grado di sconfiggerli, in combattimenti corpo a corpo.
In Enter the Matrix i filmati di intermezzo con gli attori del film erano stati girati in contemporanea alle riprese di Matrix Reloaded appositamente per il gioco, mentre in The Path of Neo sono dati da montaggi serrati di scene tratte dai film. Le scene relative al finale alternativo sono state realizzate in grafica computerizzata.
La versione europea di Enter the Matrix aveva l'audio in inglese e sottotitoli in varie lingue, fra cui l'italiano, mentre in Path of Neo anche l'audio è stato tradotto nelle varie lingue. Inoltre alcuni dei doppiatori italiani del film hanno ripreso i loro ruoli nel videogioco (come quelli di Neo e Morpheus).